# Gouraya
Gouraya es un municipio (baladiyah) de la provincia o valiato de Tipasa en Argelia. En abril de 2008 tenía una población censada de 20 144 habitantes.
Se encuentra ubicado en el centro-norte del país, junto a la costa del mar Mediterráneo y a la capital del país, Argel.

## Época romana
Gunugu, en la costa argelina cerca de Gouraya, es importante como antiguo asentamiento romano. Fundada por el emperador Augusto, Gunugu era originalmente conocida como una pequeña ciudad para veteranos. A pesar de este respaldo imperial, Gunugu no experimentó un crecimiento significativo bajo el dominio romano. Su proximidad a Cesarea, la capital provincial, probablemente limitó su desarrollo. 
La ciudad romana era mucho más grande. Fuera de las murallas, aún encontramos cisternas, sillares y, al sureste, algunos fustes y capiteles blandos y toscos del orden jónico decadente, que parecen haber pertenecido originalmente a una iglesia o capilla cristiana de alrededor del siglo V: en esta época, Gunugu era un obispado. Se explotaron canteras en el extremo del promontorio que alberga la necrópolis descrita más adelante en este texto.

## Periodo medieval
Con el paso del tiempo, Gunugu sufrió cambios de gobierno y de nombre, llegando a conocerse como Brechk bajo el dominio musulmán. Sin embargo, siguió siendo un foco de conflicto regional, como demuestra su captura por Roger II de Sicilia en 1144.
A finales del siglo XV, Gunugu conoció una afluencia de refugiados, principalmente moriscos que huían de Andalucía. Este cambio demográfico dio un impulso temporal a la economía y la cultura de la ciudad. Industrias como la producción textil florecieron, al igual que la agricultura en las fértiles tierras circundantes. Además, Gunugu se hizo conocido por sus corsarios que operaban a lo largo de la costa norteafricana. Sin embargo, este periodo de prosperidad fue efímero, ya que la ciudad cayó ante la embestida de los Caballeros de San Esteban en 1610, lo que provocó su declive final.

## Hallazgos arqueológicos
Los vestigios del antiguo pasado de Gunugu están esparcidos por el paisaje, dando testimonio de su rica historia. 
Entre las ruinas se aprecian influencias tanto romanas como bereberes, con restos de cerámica, mampostería e infraestructuras. Destaca el santuario de Sidi Brahim, construido con materiales antiguos, así como los restos de embalses romanos y de un acueducto. A pesar de la decadencia final de la ciudad, estos restos arqueológicos permiten vislumbrar su antigua grandeza y su patrimonio cultural.

## Necrópolis
Gunugu cuenta con varias necrópolis antiguas que arrojan luz sobre las diversas prácticas funerarias predominantes en la región. Las necrópolis revelan una mezcla de costumbres funerarias fenicias e indígenas, con tumbas excavadas en roca toba. Algunas tumbas tienen fosas adyacentes, lo que sugiere prácticas funerarias comunales. La presencia de restos óseos mixtos indica una compleja interacción de ritos funerarios de cremación y no cremación, reflejo de las diversas influencias culturales de los habitantes de la ciudad.

### Prácticas funerarias
Los ritos funerarios en Gunugu abarcaban una serie de prácticas que reflejaban la población multicultural de la ciudad. Los ajuares funerarios se colocaban comúnmente junto al difunto, reflejando la creencia en una vida después de la muerte y en la continuación de la existencia material tras la muerte. Las vasijas de cerámica, tanto importadas de Italia como de fabricación local, eran ofrendas funerarias comunes, lo que subraya el papel de Gunugu como centro del comercio y los intercambios mediterráneos. La presencia de restos de cremación junto a los enterramientos tradicionales sugiere el intercambio cultural y la adaptación dentro de la diversa comunidad de la ciudad.
En la mayoría de las tumbas, los restos del difunto se depositaban simplemente en el suelo, que había sido revestido con un lecho de arena. En otras, se habían creado uno o varios bancos, planos o ahuecados con una cubeta más o menos profunda. La tumba aquí representada presenta dos capas con bordes elevados que, en lugar de adoptar la forma de una pila, están abiertas por el lado del fondo. Muy a menudo, el pozo da acceso a una segunda tumba, de época posterior. A veces -lo más habitual- se abre frente a la primera, mientras que en otras ocasiones, se establece en uno de los lados largos del pozo. Cada cámara contiene un cierto número de individuos fallecidos: en una de las que excavamos, había al menos veintitrés. Es probable que tras los enterramientos, los pozos se rellenaran con tierra y escombros.
Se distinguían tres ritos funerarios: el más raro consistía simplemente en depositar al difunto en el suelo, mientras que otro implicaba reunir huesos al azar, ya fuera en el suelo, en bancos, en artesas o en vasijas de barro. A veces, un ánfora rota servía de recipiente. Se observó que estos restos humanos mezclados probablemente fueron desflecados antes de ser enterrados. Esto sugiere que nuestras tumbas no eran tumbas familiares sino que probablemente reunían a individuos de Gunugu que murieron más o menos al mismo tiempo.

## Obras hidráulicas
En la región de Larhat (antiguamente Vileborug), se encontraron restos de una antigua presa, construida con escombros, cal y arena, cerca de Toued Mellah. Esta presa suministraba agua a la ciudad de Gunugu (actual Sidi-Brahim) a través de un canal construido por encima de la carretera actual, revestido con mampostería de piedra y asfaltado interiormente con ladrillo triturado y cal. Sin embargo, los sucesivos hundimientos del terreno y los movimientos sísmicos han destruido en gran parte esta estructura. Cerca de la frontera entre Larhat (antiguamente Vileborug) y Gouraya, el canal pasaba por un túnel bajo una colina, donde permanece relativamente bien conservado.
En el uadi Harbil, se descubrieron los restos de una pequeña presa, probablemente destinada a regar los jardines de la orilla izquierda del uadi. En la región de Gouraya, entre los uadis de Messelmoun y Sebt se hallaron vestigios de una cuenca de embalse, posiblemente utilizada para el riego.
En la región de Menaceur (antiguamente Marceau), el riego a lo largo de las orillas del uadi Rouman se veía facilitado por una presa de 7 a 8 metros de longitud. También se observaron ruinas de un antiguo acueducto a lo largo del uadi Aïzer, con arcos intactos en ambos extremos, así como restos de canalización a lo largo de su orilla izquierda. Cerca de Menaceur (antiguo Marceau), el uadi Zélazel fue desviado y el canal sigue siendo visible por encima de la carretera actual. Del mismo modo, el uadi Zaouïa fue desviado, con restos del canal visibles a lo largo de la ruta de Zurich a Menaceur (antes Marceau). Estos canales convergían cerca de la granja Bocquet y continuaban a través de las montañas, los valles y los acueductos hasta Cesarea, suministrando agua a la ciudad. Además, se encontraron restos de una presa en el uadi Zaouïa, situada entre 500 y 600 metros río abajo del punto de desvío, aunque su significado y finalidad siguen sin estar claros.

### Puerto
La antigua ciudad de Gunugu, actual Breshk, se menciona en textos históricos con relatos contradictorios sobre la presencia de un puerto. Mientras que algunas fuentes indican la ausencia de un puerto formal, otras sugieren la existencia de un modesto puerto o fondeadero. Piri Reïs afirma la inexistencia de un puerto pero señala la abundancia de peces en la zona, lo que insinúa una actividad marítima. Además, Laurent menciona un pequeño puerto en el lado noreste de la isla, lo que sugiere una infraestructura marítima limitada.
Los datos de Gsell y Cat (citados anteriormente) revelan restos de un embarcadero y escaleras cerca del promontorio, apoyados por estudios de campo descubriendo depósitos a lo largo de las paredes de los acantilados que dominan la presunta ubicación del puerto, lo que indica una posible infraestructura de suministro de agua para las actividades marítimas.
Sin embargo, problemas como la erosión y los corrimientos de tierra oscurecen los rasgos históricos, complicando la confirmación de la presencia de un puerto. A pesar de ello, la ubicación estratégica de Gunugu a lo largo de las rutas comerciales entre Cartennae y Cesarea sugiere una probable actividad marítima.
En conclusión, aunque los indicios apuntan a una infraestructura marítima en Gunugu, incluidos embalses y posibles restos de embarcaderos, son necesarias más investigaciones arqueológicas para determinar la extensión y la naturaleza del puerto. Comprender el patrimonio marítimo de Gunugu es crucial dada su importancia histórica como centro comercial en un lugar estratégico.

## Comercio
El registro arqueológico de Gunugu atestigua su importancia como vibrante centro de comercio e intercambio en el antiguo mundo mediterráneo. La cerámica importada de Italia, que incluye jarrones y vasijas finamente elaborados, proporciona pruebas tangibles de los vínculos marítimos y el intercambio comercial. Aunque los tratados de la época romana restringían el acceso directo de los romanos a los puertos africanos, Gunugu sirvió probablemente como centro intermediario, recibiendo mercancías a través de mercaderes cartagineses. Esto subraya el papel clave de la ciudad en la facilitación de las redes comerciales y el intercambio cultural en toda la región.